# Euscelidia glabra
Euscelidia glabra là một loài ruồi trong họ Asilidae. Euscelidia glabra được Dikow miêu tả năm 2003. Loài này phân bố ở miền Ấn Độ - Mã Lai.